# パラカヌー
パラカヌーは、身体障害者によるカヌー競技。カヤック種目は国際カヌー連盟（International Canoe Federation、ICF) 、アウトリガーカヌーを使用するヴァー種目は国際アウトリガー連盟（International Va'a Federation、IVF)がそれぞれ管轄している。2016年リオデジャネイロ・パラリンピックから、パラリンピック競技に正式採用された  。

## 用具
パラカヌーで用いるカヌーには、カヤックとヴァー（アウトリガーカヌー）の二種類がある。カヤックでは、水をとらえるブレードが両端についているパドルを使用し、選手は艇の左右を交互にこいで進む。ヴァーはアウトリガーと呼ばれる浮力体が片側についた艇である。ヴァ―種目で使用するパドルには、片側にプレード、もう片側にはT型のハンドルがついている 。

## クラス分け
障害の程度が重い順に、カヤック種目はKL1からKL3、ヴァ―種目はVl1からVL3のクラスに分けられる。
- KL1、VL1 胴体が動かせず、腕及び（または）肩だけを使ってカヌーを漕ぐことができる選手のためのクラス。胸髄損傷また上位腰髄損傷などの選手が該当。
- KL2、VL2 胴体と腕を使うことができるが、下肢の機能が著しく弱い選手のためのクラス。継続して足を踏ん張る、または腰かけてカヌーを操作できない選手。腰髄損傷の選手などが該当。
- KL3、VL3 腰、胴体、腕を使うことができ、足を踏ん張る、または座位で上半身と腰を使ってカヌーを操作できる選手のためのクラス。下肢切断などの選手が該当。

## 競技ルール
オリンピックのカヌー競技では、直線コースのタイムを競う「スプリント種目」と流れの速いコースに設置されたゲートを通過してタイムを競う「スラローム種目」が実施されているが、国際カヌー連盟によるパラカヌーの国際大会及びパラリンピックでは、この2種目のうち、スプリント種目のみが実施されている。スプリント種目では、カヤック艇またはヴァー艇による200mの直線コースのタイムが競われる。

## 歴史

### 起源
カヌー競技の世界選手権大会が1930年から開催されているのに比べ、パラカヌーの歴史は浅く、2010年にパラカヌー世界選手権大会が初めて開催された。2010年に広州（中国）で開催された国際パラリンピック委員会において、パラリンピック種目にパラカヌーを追加することを決定 、この決定を受けて、2016年リオデジャネイロ・パラリンピックでシングルカヤック競技が初めて実施された  。

### 日本への導入
1991年に日本で初めての障害者カヌー体験会（パラマウントチャレンジカヌー）が奈良県五條市の吉野川で実施された。1995年に障害者カヌー協会が設立され、同年、大分県犬飼町の大野川で、本格的な競技大会として、日本パラカヌー競技大会が初めて開催された(スラローム種目）。2012年には、大阪府泉南郡岬町の大阪府立青少年海洋センターでスプリント種目の大会が初めて行われた。
2010年には、ポーランドで開催されたパラカヌー世界選手権大会に小川真を選手として派遣し、国際大会への初参加を果たした。全国で選手発掘を進め、2016年リオデジャネイロ・パラリンピックでは、日本代表の瀬立モニカが8位に入賞した。

## 主要な国際大会
ダートマス（カナダ）で開催された2009年カヌースプリント世界選手権において、公開競技としてパラカヌー4レースが実施された。2010年に第1回を開催したパラカヌー世界選手権は、その後、継続して毎年開催されている。
このほかに、ICFパラカヌーワールドカップ、アジアパラカヌー大会などがある。

## 主要な国内大会
日本障害者カヌー協会の主催により、日本パラカヌー選手権大会が毎年実施されている。